# Chrysolina olivieri
Chrysolina olivieri là một loài bọ cánh cứng trong họ Chrysomelidae. Loài này được Bedel miêu tả khoa học năm 1892.